# 진성 반도체
진성반도체(영어: intrinsic semiconductor)란 불순물을 첨가하지 않은 순수한 반도체를 뜻한다. 영어 머릿글자로부터 I형 반도체라고도 한다.

## 특징

### 캐리어 밀도
도핑된 경우는 도펀트의 밀도로 정해지는 캐리어 밀도이지만, 진성 반도체는 불순물 밀도가 아니고 재질자체가 캐리어 밀도를 결정한다. 이 캐리어 밀도를 진성 캐리어 밀도 ({\displaystyle n_{i}})라고 한다. 이 진성 캐리어 밀도는 매우 낮은 값 (～1010 /cm3)이다. 이것은 일반적인 도핑으로 얻을 수 있는 캐리어 밀도보다 약 10 자리수만큼 낮은값이기 때문에 일반적인 반도체를 사용하는 경우는 도핑을 하는 경우가 많다.
진성 반도체의 양공 밀도 {\displaystyle p}와 전자 밀도 {\displaystyle n}는 {\displaystyle n=p=n_{i}={\sqrt {N_{C}N_{V}}}}의 관계가 성립된다. ({\displaystyle N_{C}}는 전도띠 전자 밀도이고 {\displaystyle N_{V}}는 원자가띠 양공 밀도임)

### 페르미 준위
도핑된 경우에 페르미 준위는 도너 준위나 억셉터 준위 근처에 존재하지만, 진성 반도체는 띠틈의 띠 중앙에 위치한다. 전도띠의 에너지를 {\displaystyle E_{C}}, 원자가띠의 에너지를 {\displaystyle E_{V}}, 전자와 양공의 유효질량을  {\displaystyle m_{e}}, {\displaystyle m_{h}}라고 했을 때 진성 반도체의 페르미 준위의 에너지 {\displaystyle E_{i}}는
{\displaystyle E_{i}={{E_{C}+E_{V}} \over 2}+{1 \over 2}kT\ln {N_{V} \over N_{C}}={{E_{C}+E_{V}} \over 2}+{3 \over 4}kT\ln {m_{h} \over m_{e}}}
의 형태로 표기된다.

### 캐리어 이동도
진성 반도체는 불순물의 도핑이 되지 않았기 때문에 캐리어는 이온화 불순물 산란의 영향을 받지 않는다. 그렇기에 도핑되었을 때와 비교해서 매우 빠른 이동도를 나타낸다. 하지만 이전에 말했듯이 진성 반도체는 캐리어 밀도가 매우 낮기 때문에 용도 또한 한정된다. 탄소구조에 의한 2차원 전자 가스를 이용한 반도체소자 (예시 HEMT)가 있다.

## 같이 보기
- N형 반도체
- P형 반도체
- 불순물 반도체